# TERRIERS
TERRIERS (acrónimo de Tomographic Experiment using Radiative Recombinative Ionospheric EUV and Radio Sources, en español Experimento Tomográfico usando Ultravioleta Extremo Ionosférico Recombinativo Radiativo y Ondas de Radio) es un satélite artificial de la NASA construido en el marco del programa STEDI (Student Explorer Demonstration Initiative). Fue lanzado el 18 de mayo de 1999 desde la Base Aérea de Vandenberg mediante un cohete Pegasus. Fracasó en su misión al no conseguir orientar correctamente su panel solar hacia el Sol, agotándose las baterías el día 20 de mayo.

## Objetivo
La misión de TERRIERS era estudiar la atmósfera superior utilizando la técnica de tomografía mediante la medición de fuentes de luz ultravioleta para construir un modelo de la ionosfera terrestre. Pretendía cartografiar en tres dimensiones la densidad de electrones en las capas altas de la atmósfera y tomar medidas de la radiación solar.

## Características
El satélite estaba estabilizado mediante giro a tres revoluciones por minuto. El control de actitud y de velocidad de giro lo proporcionaba la torsión producida en tres bobinas magnéticas y un sensor solar. El cuerpo del satélite era similar (pero no idéntico) al del satélite HETE.